# Escila y Caribdis

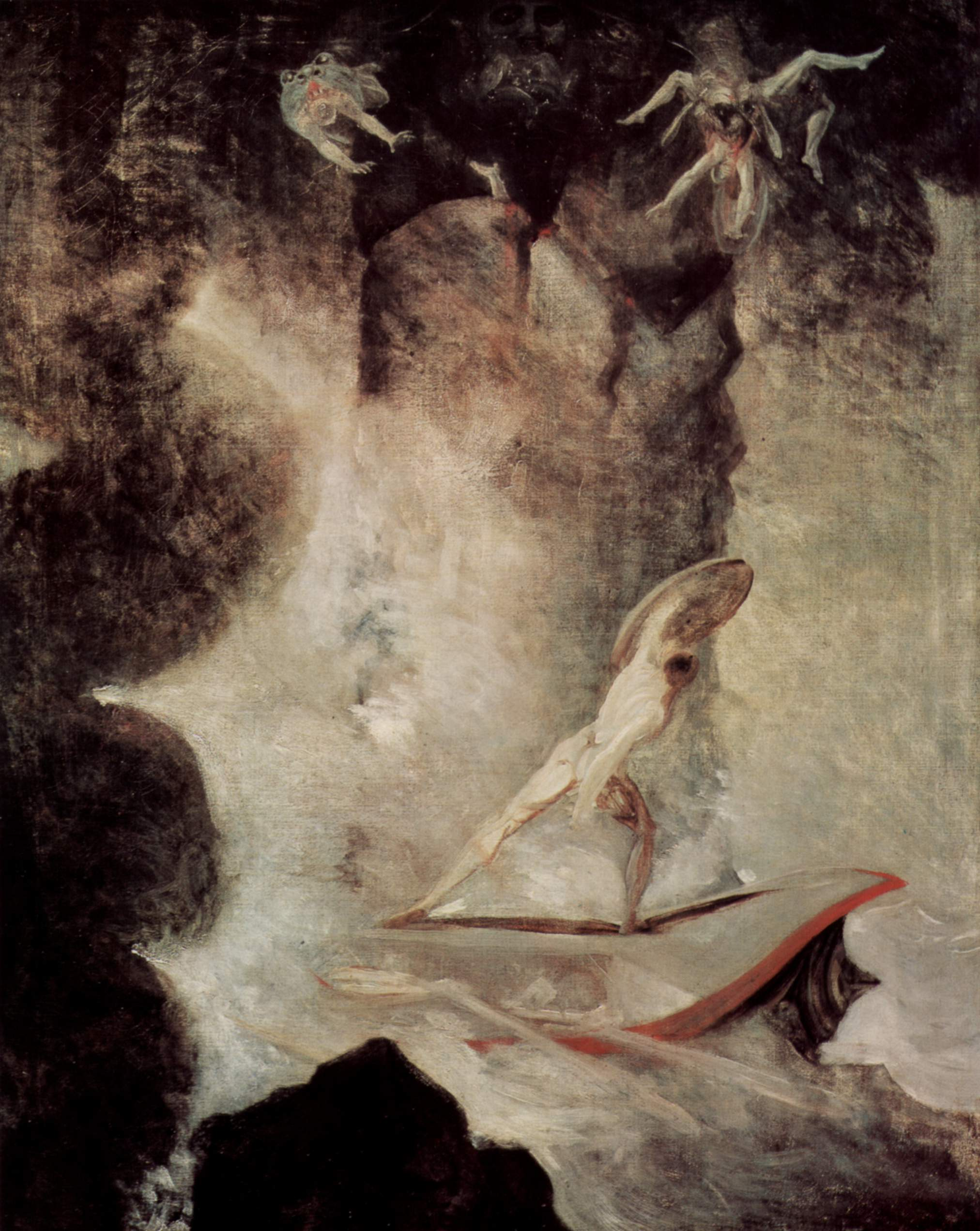
Pintura de Odiseo enfrentándose a la elección entre Escila y Caribdis por Henry Fuseli, 1794

Escila y Caribdis son dos monstruos marinos de la mitología griega situados en orillas opuestas de un estrecho canal de agua, tan cerca que los marineros intentando evitar a Caribdis terminarían por pasar muy cerca de Escila y viceversa.
Mientras que Escila vivía en los acantilados, tenía doce patas y seis cuellos largos y devoraba a quien osara acercarse, Caribdis tragaba una gran cantidad de agua tres veces al día para devolverla otras tantas veces, formando un peligroso remolino que absorbía todo cuanto estaba a su alcance. Aunque ambos destinos eran difíciles de superar, Circe aconsejaba pasar junto a Escila, ya que era preferible perder a seis hombres que el riesgo de perder a todos, que representaba Caribdis.
Posteriormente, la tradición identificó a este lugar con el estrecho de Mesina, entre Calabria y Sicilia, en el extremo sur de Italia.